# Trutören (Sandön)
Trutören is een Zweeds eiland behorend tot de Lule-archipel; het ligt in de baai aan de zuidoostkant van het eiland Sandön. Het eiland heeft geen oeververbinding. Het is bebouwd waarschijnlijk voor bewoning in de zomer.